# Nancy Olson (Schauspielerin)

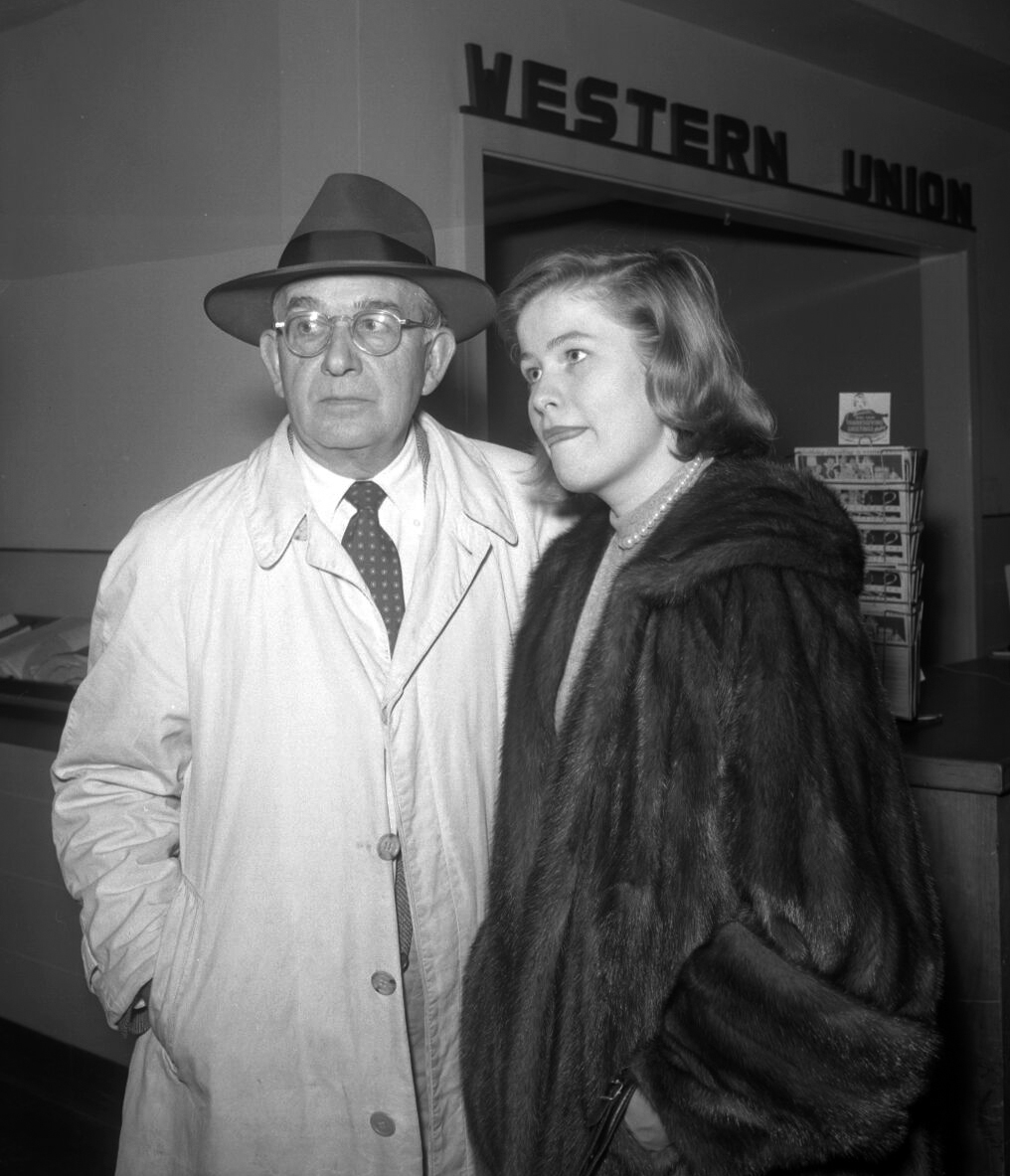
Nancy Olson mit ihrem Vater (1950)

Nancy Olson (* 14. Juli 1928 in Milwaukee, Wisconsin) ist eine US-amerikanische Schauspielerin. Bekanntheit erlangte sie vor allem durch ihre Rolle in Billy Wilders Film noir Boulevard der Dämmerung, für die sie eine Oscar-Nominierung als beste Nebendarstellerin erhielt.

## Leben und Karriere
Nancy Olson wuchs in einer schwedischstämmigen Familie in Wisconsin auf, ihr Vater war Arzt. Sie wirkte bereits während der Schulzeit an Theaterstücken mit und belegte anschließend in ihrer Zeit an der University of Wisconsin Theaterkurse. Nachdem ihr Vater eine Medizinprofessur an der University of California (Los Angeles) angenommen hatte, transferierte sie ebenfalls an diese Universität und studierte Schauspiel. Als Nancy Olson dort in einem Theaterstück mitspielte, wurde sie von einem Talentagenten entdeckt. Er vermittelte ihr einen Studiovertrag bei Paramount Pictures.
Ihr Filmdebüt gab Olson 1948 mit einer kleinen Rolle in William Dieterles Liebesfilm Jenny. 1950 erlangte sie größere Bekanntheit als Freundin von William Holdens Hauptfigur in Billy Wilders Filmklassiker Boulevard der Dämmerung, eine Paramount-Produktion. Die Rolle der Filmstudiosekretärin und angehenden Drehbuchautorin Betty in diesem Film brachte ihr 1951 eine Oscar-Nominierung in der Kategorie Beste Nebendarstellerin ein. Mit Holden trat sie in den Jahren 1950 bzw. 1951 auch in den Filmen Menschen ohne Seele, Keinen Groschen für die Ewigkeit und U-Kreuzer Tigerhai auf. Ebenfalls 1950 war sie die Filmpartnerin von Bing Crosby in dem Musicalfilm Mr. Music.
Obwohl ihre Karriere in Hollywood bis dahin erfolgversprechend und schnell begonnen hatte, fuhr sie ihr Drehpensum bald nach ihrer Eheschließung 1950 und der Geburt ihrer Kinder deutlich zurück. Möglicherweise verhinderte das eine noch größere Karriere in Hollywood. Sie agierte in der Folgezeit unter anderem neben Jane Wyman im Melodram Ein Herz aus Gold (1953), in dem starbesetzten Kriegsdrama Urlaub bis zum Wecken (1955) von Raoul Walsh und in der Kinderbuchverfilmung Alle lieben Pollyanna (1960) neben Hayley Mills und abermals Jane Wyman. Zwischen 1957 und 1964 spielte Olson auch mehrfach am Broadway, darunter als Hauptdarstellerin in den Bühnenkomödien The Tunnel of Love und Send Me No Flowers (in den Verfilmungen beider Stücke war aber statt ihr jeweils Doris Day besetzt).
In den 1960ern und Anfang der 1970er-Jahre war Nancy Olson in einer Reihe von Walt-Disney-Spielfilmen zu sehen. Von denen waren besonders ihre Auftritte als Betsy Carlisle in der von Robert Stevenson inszenierten Science-Fiction-Komödie Der fliegende Pauker und dessen Fortsetzung Der Pauker kann’s nicht lassen große Erfolge. In beiden Filmen war Fred MacMurray als Professor ihr Filmpartner. Nancy Olsons Cameo-Auftritt in dem Remake dieser Filme, Flubber aus dem Jahr 1997, war eine Reminiszenz an ihre Rolle der Betsy. 
Olson hatte weitere Rollen auf der Kinoleinwand im Katastrophenfilm Giganten am Himmel (1974) und dem Liebesdrama Making Love (1982). Zusätzlich zu ihren Filmen wirkte sie seit den 1950er-Jahren an einigen US-Fernsehserien mit, aber auch hier nur sporadisch. Zuletzt übernahm Olson 2014 im Film Dumbbells, einer Komödie unter Regie ihres Sohnes Alan, eine Nebenrolle. Bis heute tritt Nancy Olson Livingston gelegentlich als Interviewpartnerin und Zeitzeugin auf Filmfestivals oder in Dokumentarfilmen in Erscheinung. Im November 2022 veröffentlichte sie mit A Front Row Seat: An Intimate Look at Broadway, Hollywood, and the Age of Glamour eine Autobiografie.

## Privates
1950 heiratete Olson den Musicalautor Alan Jay Lerner, das Paar bekam zwei Töchter. Die Ehe mit Lerner wurde 1957 geschieden. 1962 heiratete sie den bedeutenden Musikproduzenten Alan Livingston, mit dem sie bis zu seinem Tod im März 2009 verheiratet war. Aus der Ehe mit Livingston hat sie ein drittes Kind, den Filmregisseur Christopher Livingston.

## Filmografie (Auswahl)
- 1948: Jenny (Portrait of Jennie)
- 1949: Canadian Pacific
- 1950: Boulevard der Dämmerung (Sunset Boulevard)
- 1950: Menschen ohne Seele (Union Station)
- 1950: Mr. Music
- 1951: Keinen Groschen für die Ewigkeit (Force of Arms)
- 1951: U-Kreuzer Tigerhai (Submarine Command)
- 1952: Marihuana
- 1953: Ein Herz aus Gold (So Big)
- 1954: Der Sheriff ohne Colt (The Boy from Oklahoma)
- 1955: Urlaub bis zum Wecken (Battle Cry)
- 1959: Alfred Hitchcock präsentiert (Alfred Hitchcock Presents, Fernsehserie, Folge 4x17)
- 1960: Alle lieben Pollyanna (Pollyanna)
- 1961: Der fliegende Pauker (The Absent-Minded Professor)
- 1962: Der Pauker kann’s nicht lassen (Son of Flubber)
- 1965: Big Valley (The Big Valley, Fernsehserie, Folge 1x12)
- 1969: Smith! – Ein Mann gegen alle (Smith!)
- 1972: Rauchende Colts (Gunsmoke, Fernsehserie, Folge 17x21)
- 1972: Erbschaft in Weiß (Snowball Express)
- 1974: Giganten am Himmel (Airport 1975)
- 1975: Polizeiarzt Simon Lark (Police Surgeon, Fernsehserie, Folge 4x20)
- 1975: Die Straßen von San Francisco (The Streets of San Francisco, Fernsehserie, Folge 4x09)
- 1977: Barnaby Jones (Fernsehserie, Folge 5x13)
- 1982: Making Love
- 1984: Karussell der Puppen (Paper Dolls, Fernsehserie, 13 Folgen)
- 1997: Flubber
- 2010: Big Love (Fernsehserie, Folge 4x03 Strange Bedfellows)
- 2014: Dumbbells